# André Trigano
Pour les articles homonymes, voir Trigano.
André Trigano, né le 13 septembre 1925 à Montreuil (Seine) et mort le 6 mai 2024 à Gibel (Haute-Garonne), est un entrepreneur et homme politique français.
Maire de Mazères pendant vingt-quatre ans, il est maire de Pamiers pendant vingt-cinq ans. Ancien pilote automobile, il est député de la deuxième circonscription de l'Ariège de 1993 à 1997 et président de la commission du tourisme de Midi-Pyrénées. Il est conseiller général du canton de Saverdun pendant douze ans.
Président de la Compagnie internationale André Trigano spécialisée dans le tourisme, il est aussi le fondateur du groupe Campéole, qui regroupe aujourd'hui quatre-vingts campings en France continentale, en Corse, en Espagne et au Portugal. Cette société a été cédée à la Caisse centrale des activités sociales des industries électriques et gazières (CCAS) le 30 décembre 2009.
Son père est le fondateur de l'entreprise Trigano (matériel de camping) après la Seconde Guerre mondiale. André Trigano est aussi le frère de Gilbert Trigano (Club Méditerranée), oncle de Serge Trigano (hôtels Mama Shelter) et le père du galeriste Patrice Trigano et du journaliste et conseiller en communication politique Arnauld Champremier-Trigano.

## Biographie
Né dans une famille juive séfarade de commerçants originaires d'Algérie, André Trigano est le fils de Raymond Trigano et de Félicie Bensaïd. Il est le dernier d'une famille de six enfants, dont 3 sont nés en Algérie et 3 sont nés en France après le retour de la famille en 1920.
Raymond Trigano, en tant que pied-noir venu d’Algérie, rejoint un régiment de zouaves de l'armée française pendant la Première Guerre mondiale. À la fin du conflit, il reste à Paris, Félicie et ses trois enfants le rejoignant en 1919. Voyageur de commerce, Raymond Trigano ouvre une usine de torréfaction en 1918 et fait fortune. Ruiné par l'incendie de son dépôt « mal assuré » en 1922, il s'installe à Montreuil-sous-Bois, dans un quartier ouvrier de la banlieue rouge où il ouvre une épicerie puis relance ses affaires en fondant, avec son fils aîné Edgard, une entreprise de toiles de bâche en 1935. Lorsque le Front populaire créé en 1936 les premiers congés payés, les terrains de camping se multiplient sous l'impulsion des municipalités, et Raymond Trigano, radical-socialiste, oriente sa production vers les toiles de tentes pour fournir les vacanciers.
Lors de la Seconde Guerre mondiale, un ordre d'arrestation concernant les Trigano est lancé par la Gestapo le 26 avril 1943, incitant la famille à s'installer en zone libre à Mazères. C'est en travaillant avec ses trois frères dans une usine d'armement de Pamiers qu'il bascule dans la Résistance : participant au sabotage de l'usine, les frères entrent en clandestinité. Le 3 août 1946, il épouse Gaby Sabatier à Mazères. Sa carrière se déroule depuis « dans le monde des affaires où il est successivement adjoint au directeur général (1946), directeur général adjoint (1955), directeur général (1968), président directeur général (1969-1972) de Trigano Vacances » (la Compagnie internationale André Trigano). « Parallèlement, il dirige diverses sociétés comme Innovation (1965-1966), Triginter Belgium (1965-1970) ou Semm Caravelair (1971-1972). »
Dès 1951, il participe à son premier Tour de France Auto au volant d’une Hotchkiss, mais abandonne. L’année suivante, il est au départ du Rallye Monte-Carlo en Austin A90, jusqu’au terrible accident de son ami Pierre Levegh aux 24 Heures du Mans 1955. Il arrête alors de courir et entame une collection. Passionné de voitures, il a constitué une collection de cent vingt modèles. Il possède des voitures de sport souvent achetées neuves pour son usage propre et des berlines françaises, anglaises et américaines. Le 6 février 2016, Il a vendu sa collection de trente-neuf modèles Citroën.
En février 2013, alors maire de Pamiers, André Trigano exprime le souhait de faire construire des studios de cinéma dans sa commune, un projet qui devait initialement prendre forme à Toulouse. Le projet consiste en la création d'un grand complexe de vingt-trois hectares de studios cinématographiques, un projet qui s'appuie sur les compétences de Raleigh Studios, et qui coûte entre cent et cent-cinquante millions d'euros. Le projet est finalement abandonné.
Âgé de 94 ans, il décide de se représenter aux élections municipales de 2020 ; arrivé en tête au premier tour, il est finalement battu au second tour.
Après sa défaite aux élections municipales, André Trigano annonce qu'il va se représenter à la présidence de la communauté de communes.
Le 13 septembre 2020, il vend une grande partie de sa collection (170 véhicules dont une Lamborghini 400GT 2+2 adjugée à 400 000 €).
André Trigano meurt le 6 mai 2024 à Gibel (Haute-Garonne) à l'âge de 98 ans. Il est inhumé au cimetière parisien de Pantin.

## Mandats
- Maire de Mazères (1971 - 1995)
- Maire de Pamiers (1995 - 2020)
- Député de la deuxième circonscription de l'Ariège (1993 - 1997)
- Conseiller régional (1986 - 2004)
- Conseiller général du canton de Saverdun (1982 - 1993)
- Président de la communauté de communes du Pays de Pamiers (? - 2017)
- Président de la communauté de communes des Portes d’Ariège Pyrénées (depuis 2017)

## Distinctions
- Commandeur de la Légion d'honneur (2021)
- Commandeur de l'ordre national du Mérite, (2011)[17].
- Officier de l'ordre du Mérite agricole
- Officier de l'ordre des Palmes académiques